# Estratègies de preservació digital
La preservació digital tracta l'aplicació de tècniques i mètodes que permeten garantir que la informació emmagatzemada digitalment en qualsevol tipus de format, programari, maquinari o sistema, continuïn sent accessibles en el futur. Amb l'explosió de les tecnologies de la informació i la comunicació (TIC) cada vegada existeixen més documents nascuts digitals, sovint efímers, i digitalitzacions de documents fetes per les institucions que han de ser preservades mantenint la seva integritat, fiabilitat, llegibilitat i funcionalitat.
Estratègia (del llatí strategĭa): és un procés regulable, conjunt de les regles que asseguren una decisió òptima a cada moment. Preservar (del llatí praeservāre): és protegir, resguardar anticipadament a una persona, animal o cosa d'un possible dany o perill.

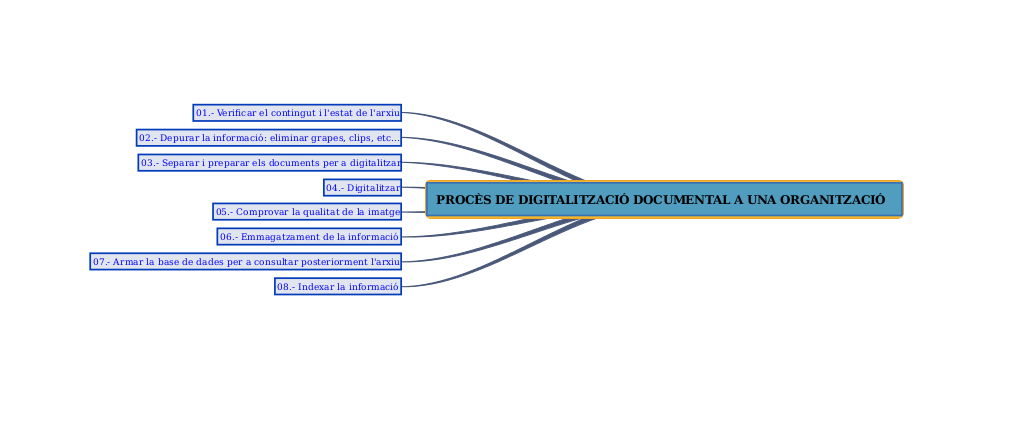
Passos del procés en la digitalització documental

## Els objectius de la preservació digital
La preservació digital és el conjunt de mesures, que s'estableixen amb l'objectiu d'assegurar la perdurabilitat de la capacitat de visualitzar, recuperar i utilitzar col·leccions digitals davant les infraestructures, elements tecnològics i d'organització que canvien amb molta rapidesa.

## La durada dels mitjans
La preservació digital, planteja nous desafiaments per a la disciplina de la conservació. Si prenem en consideració que la preservació està orientada a llarg termini, ens trobem amb un primer problema:
La informació digital, no ha estat pensada per al seu manteniment en el temps. A diferència de materials tradicionals, que tenen tendència a anar desapareixent de forma gradual, esvaint-se o esgrogueint-se amb el pas del temps (anys, fins i tot segles), la informació digital no es perd progressivament; aquesta, existeix o, simplement, no existeix.

## Amenaces tècniques de la preservació digital
Les següents: 
1.- L'obsolescència del hardware
2.- L'obsolescència del software
3.- L'obsolescència dels formats digitals
4.- L'envelliment o deteriorament físic dels suports digitals

### L'obsolescència del hardware
Un ordinador té una estimació de vida entre els 3 i els 5 anys, aproximadament. No només perquè tècnicament pot començar a fallar, sinó, perquè per sobre de tot, el nou software exigeix memòries més grans, majors velocitats, etc. Un segon aspecte a considerar, seria la problemàtica general de l'obsolescència programada.

### L'obsolescència dels formats digitals
L'evolució dels formats està estretament vinculada amb l'evolució dels programes de software. En la majoria de casos no hi ha compatibilitat cap enrere (o una compatibilitat deficient) dels nous formats. És una política habitual d'alguns desenvolupadors de software, fer que les noves versions dels seus programes emmagatzemin les dades en formats que no poden ser llegits per versions anteriors, portant inclús, fins a plets legals entre clients i proveïdors.

### L'envelliment o deteriorament físic dels suports digitals
Pot ser inherent al suport, per agents externs com danys físics al suport, emmagatzematge incorrecte o, perquè el suport quedi obsolet.

## Amenaces dins de l'organització
Són bàsicament de tres tipus, esquemàticament són:
1. La seguretat de la col·lecció (per exemple: alteracions no autoritzades de la col·lecció).
2. Fractures en la memòria institucional ocasionades per la rotació de personal.
3. Un manteniment de registre i metadades administratius inadequats.

## Estratègies per a la preservació digital: avantatges i inconvenients
Es poden identificar quatre mètodes per garantir l'accessibilitat futura als documents digitals:

### Pel Hardware
- Estratègia: Conservació de l'entorn tecnològic.

		Mantenir en funcionament els antics equipaments amb els quals han estat creats, per a 	poder accedir als sistemes de hardware o software originals.
		Inconvenients: a mesura que vagi passant el temps, serà cada cop més difícil trobar 	recanvis.

### Pel Software
- Estratègia: Emulació.

Permet que el software original es pugui utilitzar sense que el sistema original continuï existint. És el procés mitjançant el qual es dissenya un nou sistema informàtic que permet utilitzar un software que ja ha quedat obsolet.
		Inconvenients: s'ha de preservar una gran quantitat d'informació (sistema operatiu, l'emulador, l'aplicació i les dades) i la pèrdua d'un sol component pot fer inaccessible la informació.

### Pel Format
- Estratègia: Formats oberts.

Utilització de formats oberts de domini públic, excloent els formats de propietat; per exemple: Html, XML, PDF.
- Estratègia: Migració.

Consisteix a convertir la informació a nous formats. Un cas extrem inclou la impressió en suports analògics, amb l'objectiu de conservar l'accessibilitat o llegibilitat del contingut(encara que es puguin perdre les funcionalitats del document digital original).
Inconvenients: s'ha de tenir en compte que passar la informació a un altre format pot provocar que les dades es modifiquin o es perdin; i es puguin produir efectes acumulatius a partir de múltiples migracions.

### Pel Suport
- Estratègia: Rèplica o renovació del suport.

Tots els tipus d'emmagatzematge digital són efímers. S'ha de rejovenir periòdicament el suport i/o les dades han de transferir-se a nous medis d'emmagatzematge.
- Estratègia: La preservació en línia.

Conservar la informació en servidors en format Html o XML.
		Inconvenients: que el servidor pugui deixar de funcionar i es perdi la informació.

## El pla de preservació
Què ha de tenir un pla de preservació? A qualsevol pla de preservació, s'han de plantejar les següents preguntes:
1. A on guardar-ho?
2. Què guardar i per què?
3. Fins quan guardar-ho?
4. Mecanismes per trobar-lo passat un temps?
5. Com fer que es mantingui inalterable?
6. Com evitar que es torni obsolet?

A partir de totes aquestes qüestions prèvies alhora de dissenyar un pla de preservació hi ha tota una sèrie d'ítems a tenir en consideració. Es pot concloure que a tot pla de preservació, les estratègies han de ser ben definides, amb tota una sèrie de regles i procediments a seguir. Els plans de preservació requereixen un esforç periòdic i planificat. Respecte als assumptes associats amb la llarga durada, necessiten ser discutits des del començament de qualsevol iniciativa de digitalització d'objectes.
Així doncs, les solucions que duran a l'èxit un pla de preservació requeriran la integració de consideracions administratives i tècniques. La responsabilitat ha de ser exposada explícitament i seriosament; així com, aquesta política ha de ser revisada periòdicament.